# Año Internacional del Planeta Tierra
2008 fue proclamado Año Internacional del Planeta Tierra por la Asamblea General de las Naciones Unidas mediante la resolución A/RES/60/192, adoptada el 22 de diciembre de 2005. La iniciativa contó con el apoyo UNESCO y tuvo como objetivo principal destacar la importancia de las ciencias de la Tierra para el desarrollo sostenible y la gestión de los recursos naturales. Se buscó promover un mejor aprovechamiento de la información científica sobre el planeta y su difusión entre responsables de políticas y el público en general.
Si bien el Año Internacional del Planeta Tierra tuvo su mayor exponente en 2008, las actividades comenzaron en 2007 y se extendieron hasta 2009. Este enfoque permitió una fase inicial de preparación y concienciación en 2007, seguida de una serie de eventos clave en 2008, y una continuación de iniciativas en 2009 para asegurar un impacto más duradero.

## Actividades y alcance
Durante el año conmemorativo, se organizaron diversas actividades a nivel global bajo la coordinación de la UNESCO, en colaboración con el Programa de las Naciones Unidas para el Medio Ambiente (PNUMA), la Unión Internacional de Ciencias Geológicas (IUGS) y otras organizaciones científicas. Las iniciativas incluyeron campañas de concienciación, conferencias, programas educativos y proyectos de investigación enfocados en la reducción de desastres naturales, la sostenibilidad ambiental y la enseñanza de las ciencias de la Tierra.
El financiamiento de estas actividades se basó en contribuciones voluntarias de la industria, fundaciones y otros sectores, movilizadas por un grupo de organizaciones internacionales encabezado por la IUGS. Se alentó a los Estados miembros y a otras partes interesadas a utilizar el Año como una plataforma para promover acciones que resalten el papel crucial de las ciencias geológicas en el bienestar humano y en la resiliencia frente a desastres naturales.
El Año Internacional del Planeta Tierra también se alineó con iniciativas más amplias de sostenibilidad, como el Decenio de las Naciones Unidas de la Educación para el Desarrollo Sostenible (2005-2014), reforzando la necesidad de una mayor educación y sensibilización en torno a la gestión responsable de los recursos naturales del planeta.